# 山下修一
山下 修一（やました しゅういち、1964年6月17日 - ）は、圭三プロダクションに所属する日本のタレント。東京都江戸川区小岩生まれ。早稲田大学社会科学部卒。

## 経歴
大学を卒業後、リクルートの関連会社（現・リクルート）に10年間勤務した後、30歳を過ぎてから圭三プロダクションに籍を置くこととなる。現在は、リポーターや司会などの芸能活動に加え、キャリアカウンセラーとして大学講師（国立・私立合わせのべ100大学以上）や転職希望者の面談（のべ3000人以上）を行っている。
2015年3月に法政大学大学院キャリアデザイン学研究科を修了し、キャリアデザイン学修士。修士論文『女性アナウンサーの人生におけるキャリアトランジションを通じた心理的変化とキャリア形成の変遷－女性専門職の職業意識と就業継続に関する一考察として－』。2級キャリア・コンサルティング技能士（国家資格）。日本キャリアデザイン学会正会員。
日本テレビの夕方のニュース番組『リアルタイム』では、タキシード山下の愛称でリポーターとして出演していた。
たけし軍団ダンカン氏の弟子『マーガリン』としてもテレビ出演。

## 主な活動
- 新宿三井ビルディング会社対抗のど自慢大会　司会（2005年～）
- めちゃ×2イケてるッ!　三ちゃんドッキリ　仕掛け人不動産会社の山下さん（フジテレビ）
- NNN Newsリアルタイム　リポーター（日本テレビ）
- モップガール　ドラマ　報道記者役 (テレビ朝日)
- 2時っチャオ!　リポーター (TBS)
- 北野タレント名鑑　ゲスト（フジテレビ）

- たけしのコマネチ大学数学科　（フジテレビ）
- 摩訶!ジョーシキの穴 リポーター （日本テレビ）
- きょう発プラス!　リポーター（TBS）

- パンチライン（ドラマ）　芸人役（TBS）

- 東京ワンダーツアーズ　ドラマ　番宣リポーター（日本テレビ）

- グータン　リポーター（フジテレビ）
- NNNニュースプラス1　リポーター（日本テレビ）
- おはよう!グッデイ　リポーター（TBS）
- エクスプレス (テレビ番組)　リポーター（TBS）
- 夜のエクスプレス　ゲスト（TBS）

- ブロードキャスター　リポーター（TBS）

- おはようスタジオ　ゲスト（テレビ東京）

- 結婚披露宴 司会 （500組以上）
- マーケティングセミナー講演 　講師（300回以上）
- キャリアカウンセラー 転職希望者の面談（3000人以上）
- 大学講師 大学での講義は、国立大学・私立大学を合わせのべ100大学以上